# Bratkowice (Polska)
Bratkowice – wieś w Polsce, położona w województwie podkarpackim, w powiecie rzeszowskim, w gminie Świlcza.
W latach 1954–1972 wieś należała i była siedzibą władz gromady Bratkowice. W latach 1975–1998 wieś administracyjnie należała do województwa rzeszowskiego.
Były wsią królewską tenuty bratkowickiej w województwie sandomierskim w 1629 roku
Wieś jest siedzibą parafii pod wezwaniem św. Jana Chrzciciela, należącej do dekanatu Rzeszów Zachód, diecezji rzeszowskiej.
| SIMC    | Nazwa    | Rodzaj     |
| ------- | -------- | ---------- |
| 0663628 | Blich    | część wsi  |
| 0663634 | Bugaj    | część wsi  |
| 0663640 | Cieniaki | część wsi  |
| 0663657 | Czekaj   | część wsi  |
| 0663769 | Dębry    | przysiółek |
| 0663663 | Klepak   | część wsi  |
| 0663670 | Koniec   | część wsi  |
| 0663686 | Kopalina | część wsi  |
| 0663692 | Krzaki   | część wsi  |
| 0663700 | Piaski   | część wsi  |
| 0663717 | Przywary | część wsi  |
| 0663723 | Sitkówka | część wsi  |
| 0663730 | Skworcza | część wsi  |
| 0663746 | Zapole   | część wsi  |
| 0663752 | Zastawie | część wsi  |

## Edukacja
W Bratkowicach znajdują się trzy szkoły podstawowe, gimnazjum oraz publiczne przedszkole.
| Szkoła                                                                | Patron                    | Adres           |
| --------------------------------------------------------------------- | ------------------------- | --------------- |
| Zespół Szkół w Bratkowicach (Szkoła Podstawowa nr 1 i Gimnazjum nr 4) | Kardynał Stefan Wyszyński | Bratkowice 399  |
| Niepubliczna Szkoła                                                   |                           | Bratkowice 150  |
| Szkoła Podstawowa nr 2                                                | im. Jana Pawła II         | Bratkowice 606  |
| Przedszkole Publiczne                                                 | im. Jana Pawła II         | Bratkowice 407a |

## Ludzie związani z miejscowością
- Józef Rzepka - jeden z dowódców oddziałów podziemia antykomunistycznego i niepodległościowego.
- Tadeusz Żychiewicz – urodzony w Bratkowicach pisarz, dziennikarz, publicysta, teolog

## Sąsiednie miejscowości
Budy Głogowskie, Czarna Sędziszowska, Dąbrowa, Klęczany, Krzywa, Lipie, Mrowla, Poręby Kupieńskie, Świlcza, Trzciana